# Nouvelle-Hollande (Australie)
Ne doit pas être confondu avec Nouvelle-Hollande (Brésil) ou Nouvelle-Hollande (Acadie).

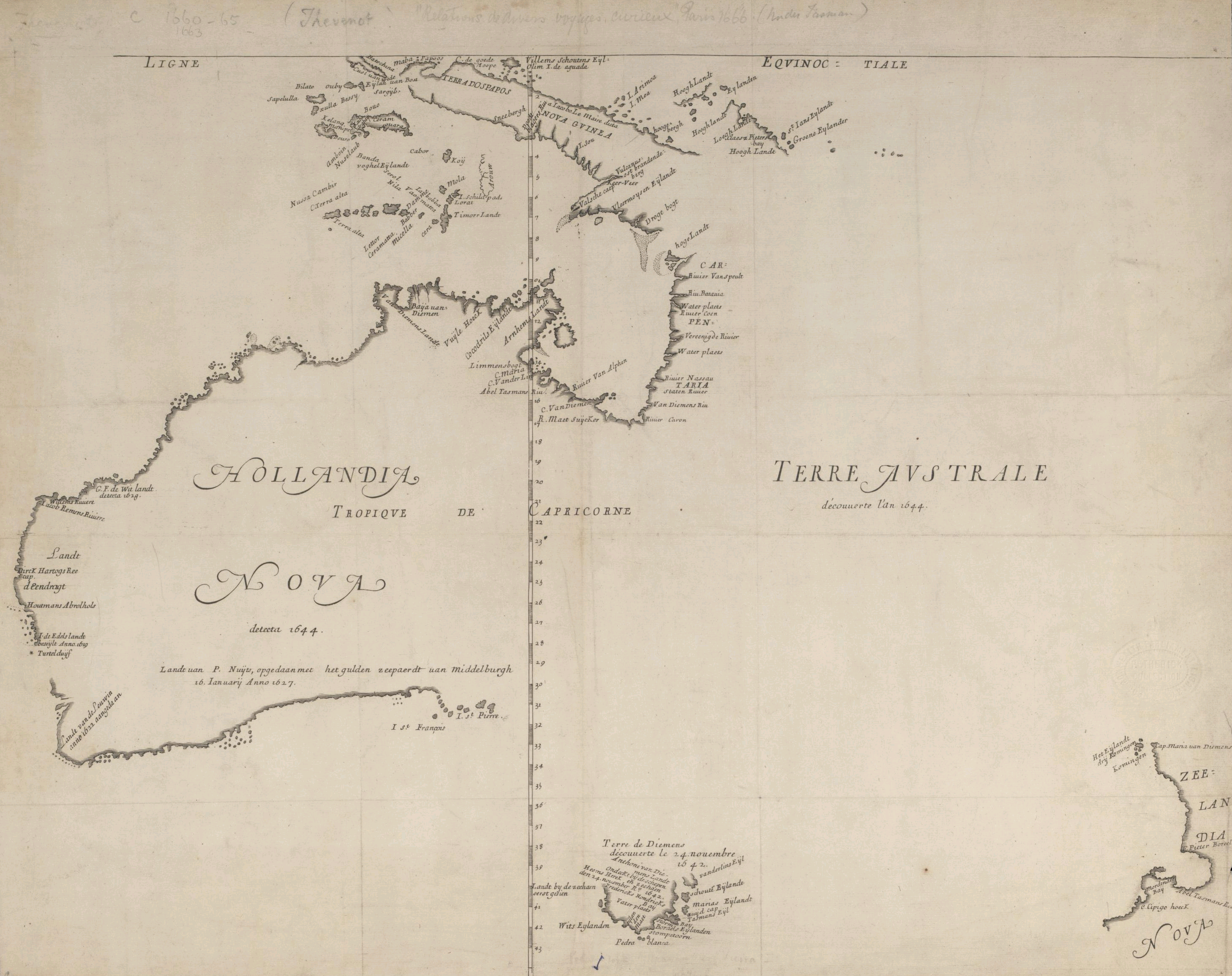
Carte de la Nouvelle-Hollande de 1644.

La Nouvelle-Hollande (en néerlandais : Nieuw-Holland) est le deuxième nom européen de l'Australie après celui de La Grande Jave donné par les cartographes français de l'École de cartographie de Dieppe dès le milieu du XVIe siècle.
Le nom de « Nouvelle-Hollande » fut donné pour la première fois en 1644 par le navigateur hollandais Abel Tasman et utilisé pendant plus de 150 ans, désignant d'abord la seule partie connue c'est-à-dire la côte occidentale de l'île-continent.
Après l'établissement d'une colonie en Nouvelle-Galles du Sud en 1788, qui comprenait la partie Est de l'île, le terme Nouvelle-Hollande était plus souvent utilisé pour désigner la partie du continent qui n'avait pas encore été annexée à la Nouvelle-Galles du Sud c'est-à-dire la partie occidentale de ce qui est maintenant l'Australie-Occidentale. 
En 1804, Matthew Flinders recommanda que le nom Australia soit adopté de préférence à New Holland, mais ce ne fut qu'en 1824 que le Royaume-Uni changea officiellement le nom de sa colonie.

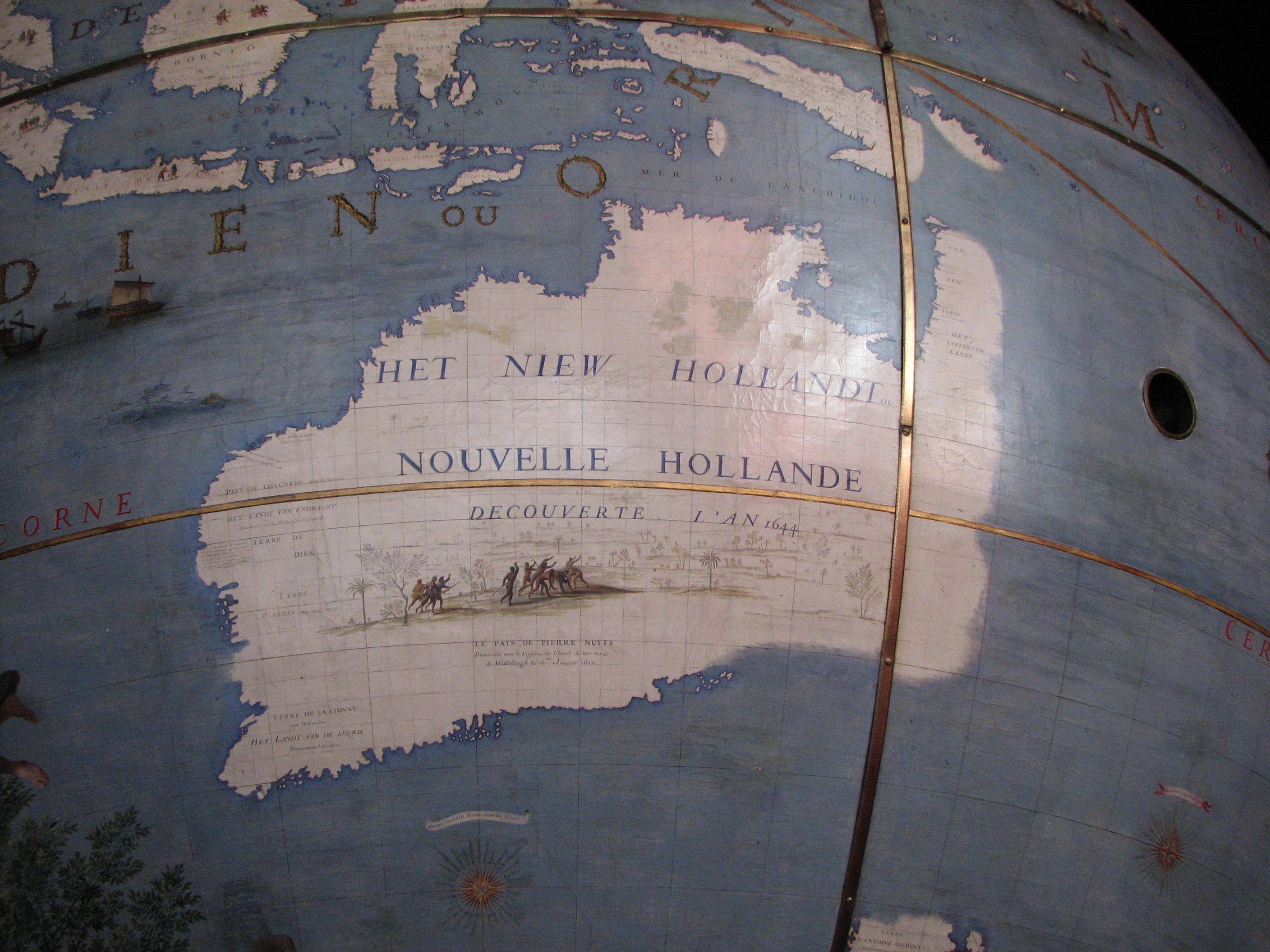
La Nouvelle-Hollande sur un des globes de Coronelli.
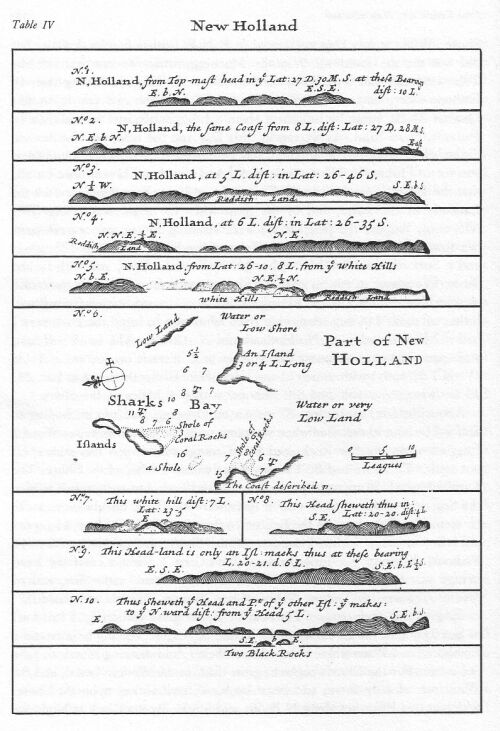
Carte d'une partie de la Nouvelle-Hollande faite par William Dampier en 1699.